# Leonard Leisching
Leonard John Leisching (* 11. September 1934; † 25. Februar 2018) war ein südafrikanischer Boxer.

## Karriere
Leisching nahm erstmals 1952 an Olympischen Spielen teil. In Helsinki setzte er sich zunächst gegen Emmanuel Agassi, Stevan Redli und Leonard Walters durch. Im Halbfinale verlor er gegen den späteren Olympiasieger Ján Zachara und gewann somit Bronze. Zwei Jahre später war er Teilnehmer der British Empire and Commonwealth Games in Vancouver. Dort sicherte er sich die Goldmedaille im Federgewicht. 1956 nahm er ein zweites Mal an Olympischen Spielen teil, verlor aber bereits in seinem ersten Kampf gegen den Polen Henryk Niedźwiedzki.